# Основа Бренстеда
Осно́ва Бре́нстеда (англ. Bronsted base) — це молекула або іон, які здатні приєднувати протони. Щоб могти приєднувати протон, основа повинна мати атом з вільною парою електронів (такою, що не входить до хімічного зв'язку). Тому осно́вні властивості часто проявляють органічні сполуки, до яких входять азот, кисень, сірка, фосфор. Найсильнішими основами вважаються аніони.